# باول فوستر (لاعب بولينغ)
باول فوستر (بالإنجليزية: Paul Foster) هو لاعب بولينغ بريطاني، ولد في 13 مارس 1973 في Irvine, North Ayrshire ‏ في المملكة المتحدة.